# Kadabra
Kadabra (ユンゲラー?, Yungerā) è un Pokémon di stadio uno della prima generazione di tipo Psico. Il suo numero identificativo Pokédex è 64. Nel contesto del franchise creato da Satoshi Tajiri, Kadabra si evolve da Abra ed evolve a sua volta in Alakazam tramite scambio.
Ideato dal team di designer della Game Freak, Kadabra fa la sua prima apparizione nel 1996 nei videogiochi Pokémon Rosso e Blu e compare inoltre nella maggior parte dei titoli successivi, in videogiochi spin-off, nella serie televisiva anime, nel Pokémon Trading Card Game e nel merchandising derivato dalla serie.
Nel 2000 Kadabra è stato al centro di una controversia legale.

## Descrizione

Carte Zener

Nella versione beta di Pokémon Rosso e Blu il suo nome era "Pocus".
Kadabra possiede forti poteri psichici, che emette tramite onde alfa da tutto il corpo. Quando si sente in pericolo o si concentra fissando un cucchiaio d'argento i poteri risultano amplificati. Le onde che emette sono così forti da causare mal di testa nelle creature vicine e malfunzionamenti negli strumenti elettronici e meccanici. Una teoria afferma che si sia originato da un bambino dotato di poteri extrasensoriali sottoposto a un esperimento. In Pokémon Diamante e Perla sono state introdotte le differenze tra i sessi e gli esemplari di sesso femminile di Kadabra hanno ottenuto dei baffi più corti rispetto a quelli dei maschi.
Kadabra si evolve da Abra al raggiungimento di uno specifico livello ed evolve a sua volta in Alakazam se scambiato.

## Apparizioni

### Videogioco
Nei videogiochi Pokémon Rosso e Blu, Pokémon Rosso Fuoco e Verde Foglia e Pokémon Oro HeartGold e Argento SoulSilver è possibile catturare Kadabra all'interno della Grotta Ignota.
In Pokémon Giallo, Pokémon Oro e Argento, Pokémon Cristallo e nei remake Oro HeartGold e Argento SoulSilver il Pokémon è ottenibile lungo il Percorso 8.
Se un esemplare di Kadabra viene trasferito dalla versione Gialla ad un videogioco della seconda generazione, il Pokémon possederà lo strumento Cucchiaiotorto. L'oggetto è in grado di aumentare l'efficacia degli attacchi di tipo Psico.
Nelle versioni Diamante, Perla e Platino il Pokémon è ottenibile nei pressi del Percorso 215.

### Anime
Kadabra appare per la prima volta nel corso dell'episodio Sabrina (Abra and the Psychic Showdown) in cui l'Abra della capopalestra Sabrina si evolve durante uno scontro con il Pikachu di Ash Ketchum. Sconfitto dal Pokémon Psico, l'allenatore catturerà un Haunter nella puntata seguente e in Haunter contro Kadabra (Haunter Versus Kadabra) riuscirà ad ottenere la Medaglia Palude.
Altri esemplari del Pokémon sono presente negli episodi Lezioni di vita (The Mandarin Island Miss Match) e La città fantasma (Fear Factor Phony).

### Carte collezionabili
Kadabra appare in cinque carte di tipo Psiche, appartenenti ad altrettanti set. È da evidenziare l'assenza di Kadabra in Tesori Misteriosi, in cui sono presenti le carte sia di Abra che di Alakazam.

## Accoglienza

### Controversie

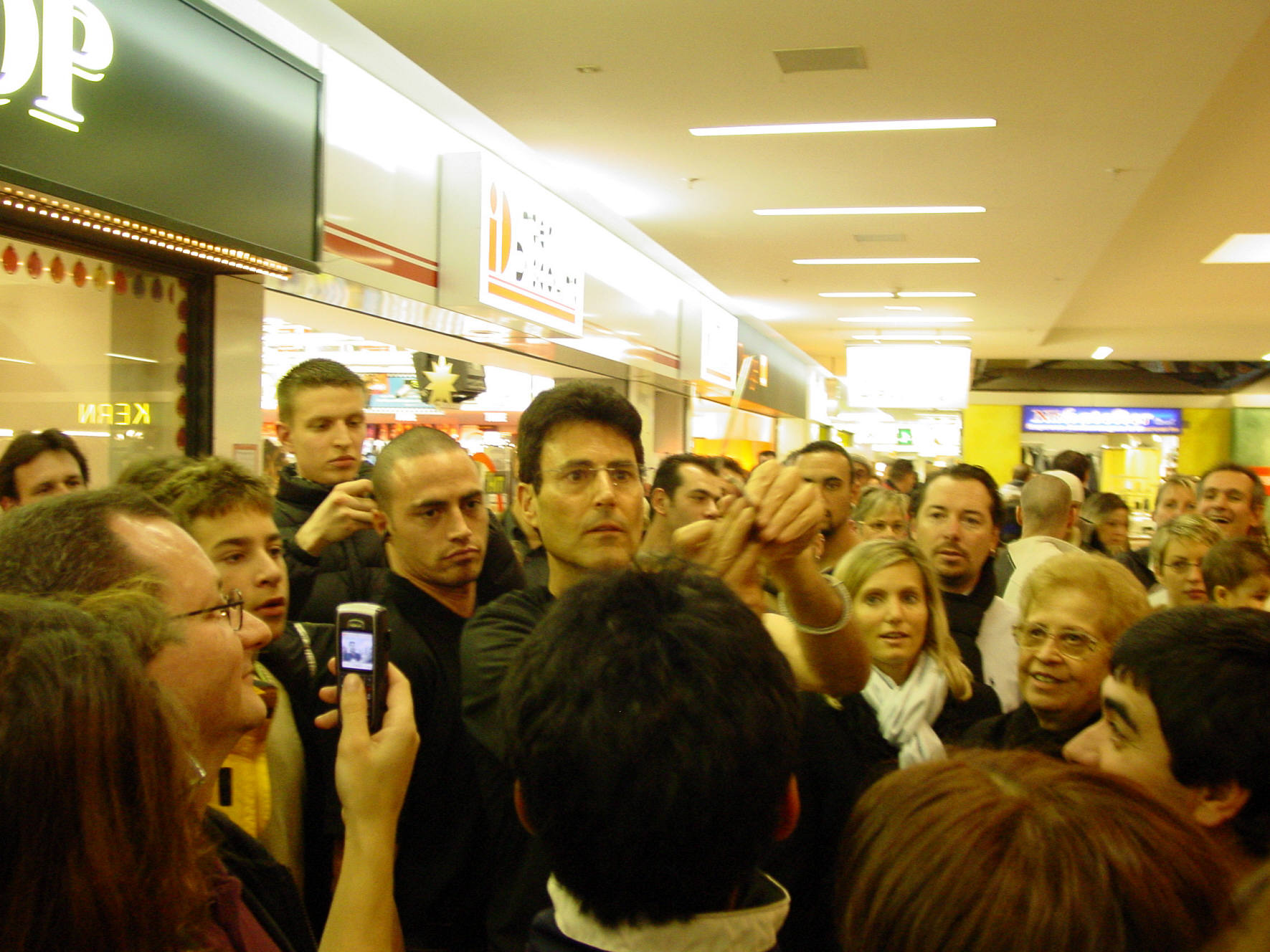
Uri Geller nell'atto di piegare un cucchiaio

Nel novembre del 2000 Uri Geller denunciò la Nintendo affermando che Kadabra è "un Pokémon malvagio e occulto" e che l'azienda "ha rubato la mia identità usando il mio nome". Geller, che inoltre riteneva i segni a forma di S sul corpo del Pokémon, originariamente ispirati alle carte Zener, fossero un richiamo alle SS naziste, perse la causa. Nonostante l'esito del procedimento giudiziario, la Nintendo rimosse comunque i riferimenti al personaggio a partire dall'episodio La città fantasma, oltre ad aver rimosso Kadabra nei set successivi a Skyridge, sebbene abbia continuato la produzione di carte del gioco di carte collezionabili raffiguranti Abra ed Alakazam.
Il 28 novembre 2020 lo stesso Geller ha scritto una lettera a Nintendo in cui chiedeva di tornare a stampare le carte raffiguranti Kadabra, annullando l'accordo precedente. Nel gennaio 2023 è stato confermato il ritorno di Kadabra nel gioco di carte collezionabili. Uri Geller ha commentato la notizia affermando che: